# Thomas Fleßenkämper

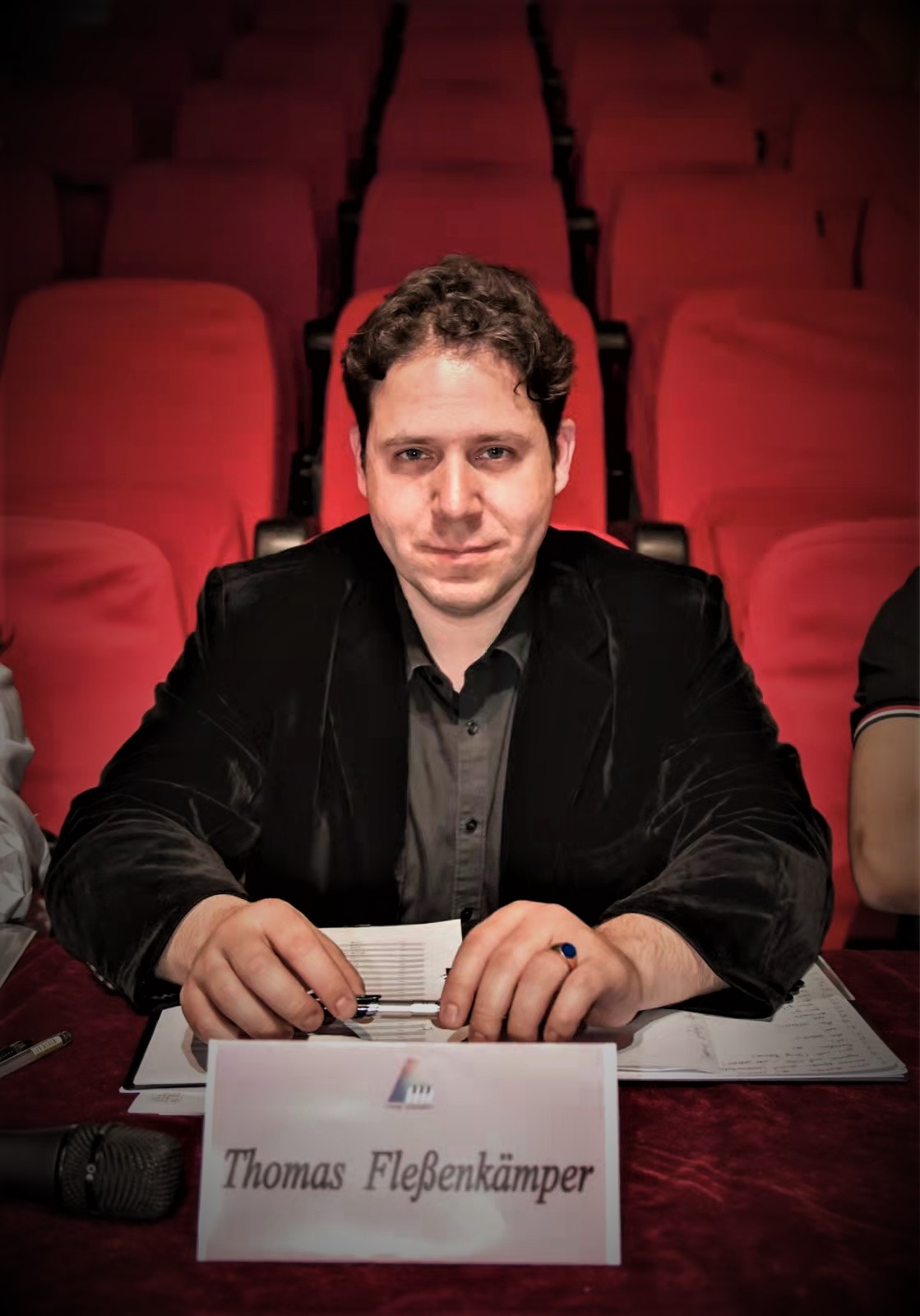
Thomas Fleßenkämper, 2017

Thomas Fleßenkämper (* 1. Juli 1981 in Leverkusen) ist ein deutscher klassischer Komponist, Domorganist und Pianist.

## Leben
Thomas Fleßenkämper ist Absolvent der Musikhochschulen in Frankfurt a. M. und Karlsruhe. Im Rahmen seiner Dissertation beschäftigte er sich mit der historischen Aufführungspraxis des Klavierspiels im 19. Jahrhundert. Nach dem Studium folgte sein erster Lehrauftrag für Korrepetition und Klavier am Xinghai Conservatory of Music in Guangzhou, China.
Seine Vorliebe für die russische Klaviermusik des Fin de Siècle prägt sein Repertoire; im Besonderen sind Sergei Rachmaninow, Alexander Skrjabin und Nikolai Medtner zu nennen. Fleßenkämper konzertierte als Solist, Kammermusikpartner und Liedbegleiter in Deutschland, Großbritannien und China. Er war Jurymitglied bei dem von Blüthner initiierten internationalen Irmler-Klavierwettbewerb und dem Franz-Schubert-Wettbewerb in China.
Das kompositorische Schaffen Fleßenkämpers umfasst Chor-, Instrumental-, Vokal- und Kammermusikwerke. Einige seiner Chorwerke sind im Wuppertaler Verlag Singende Gemeinde erschienen. Die Zusammenarbeit mit der belgischen Harfenistin Paola Chatelle führte zu einer Reihe von Kompositionen für die chromatische Harfe des französischen Harfenbauers Pleyel. Im Jahr 2022 gründete Fleßenkämper das Amy Woodforde-Finden Music Festival in Hampsthwaite, dem er als künstlerischer Leiter vorsteht. Fleßenkämper war Domorganist am Gibraltar Dom (Holy Trinity Cathedral).

## Kompositionen (Auswahl)

### Instrumentalmusik
- Passacaille über ein deutsches Weihnachtslied für Klavier („Zur Erinnerung an Händel“)
- Valse-Impromptu für Klavier („Zur Erinnerung an Chopin“)
- Petite Pastorale für Pedal-Harfe
- Toccata für chromatische Harfe (Pleyel)
- Nocturne für chromatische Harfe (Pleyel)
- Menuett für Klavier

### Kammermusik
- Impromptu für zwei Violinen und Klavier
- Preußische Suite für Blockflöte, Querflöte und Tasteninstrument („Zur Erinnerung an den Alten Fritz“)
- Fantasia über das Motiv von Händels „For unto us a Child is born“ aus dem „Messias“, für Blockflöte, Querflöte und Tasteninstrument
- Fantasia über „Stille Nacht, heilige Nacht“ für Blockflöte, Querflöte und Tasteninstrument
- Drei Rheinische Elegien für Harfe/Klavier und Holzbläser
- Drei Fantasiestücke für Cello und Klavier
- Bourrée für Blockflöte, Querflöte und Tasteninstrument
- Barcarolle für Querflöte und Klavier
- Nocturne für Querflöte und Klavier

### Vokalkompositionen
- Ballade „The Butterfly in the Garden of Eden“ für Sopran, Querflöte und Klavier
- „Herz und Herz vereint zusammen“ für mittlere Stimme und Klavier (Bearbeitung von Franz Schuberts Impromptu op. 142, 3; 1. Variation)
- Drei Hugo-Lieder für hohe Stimme und Klavier: Le papillon et la fleur / La tombe dit à la rose / Le soleil s’est couché ce soir dans les nuées
- Drei Brontë-Lieder für mittlere Stimme und Klavier: Fall, Leaves, Fall / O come with me (Had there been falsehood in my breast) / She dried her tears
- Drei Eichendorff-Lieder für hohe Stimme und Klavier: Die Welt ruht still im Hafen / Schöne Fremde / Dein Bildnis wunderselig
- Drei Pessoa-Lieder für hohe Stimme und Klavier: Mar Português / Não sei quantas almas tenho / Não sou nada[6][7]
- Drei Puschkin-Lieder für tiefe Stimme und Klavier: Exegi monumentum (Я памятник) / Ein Augenblick (Я помню) / Ich liebte dich (Я вас любил)[8]

### Chorwerke
- Der Herr segne dich
- Der Herr segne dich (in zweiter Auflage)[9]
- Ich bin dein Gott[10]
- Stille Nacht, Heilige Nacht[11]
- Gott ist Liebe für SATB und Klavier[12]
- Kyrie eleison für SATB und Orgel

### Diskografie
- Licht in dieser Welt. 2005, ISBN 978-3-87753-049-8.[13]
- Wir sind von Gott umgeben. 2007, ISBN 978-3-87753-073-3.[14]
- Lasst uns singen 2. 2016, ISBN 978-3-87753-159-4.[15][16]